# Stefan Remenkov
Stefan Nikolov Remenkov (født 30. april 1923 i Silistra - død 30. oktober 1988 i Sofia, Bulgarien) var en bulgarsk komponist, lærer og pianist.
Remenkov studerede komposition og klaver på det Bulgarske Stats Musikkonservatorium i Sofia hos Pancho Vladigerov, Veselin Stoyanov og Dimitar Nenov med endt eksamen i (1950). Senere studerede han komposition videre på Moskvas Musikkonservatorium hos Aram Khatjaturjan. Han har skrevet 5 symfonier, sinfonietta, orkesterværker, kammermusik, koncertmusik, operaer, strygekvartetter, balletmusik etc. Remenkov underviste i musikteori og analyse på det Bulgarske Stats Musikkonservatorium (1950-1955), som assistentlærer for Pancho Vladigerov. Han skrev i en rytmisk, melodisk udtryksfuld stil, og brugte den bulgarske folklore i sine kompositioner.

## Udvalgte værker
- Symfoni "i klassisk stil" (nr. 1) (1960) - for orkester
- Symfoni nr. 2 "Børne Symfoni" (1961) - for orkester
- Symfoni nr. 3 (1965) - for orkester
- Symfoni nr. 4 (1968) - for orkester
- Symfoni nr. 5 (1971) - for orkester
- Sinfonietta (1960) - for orkester
- Phaeton (Symfonisk digtning) (1966) - for orkester
- Den utæmmede (1971) - ballet